# 碳酸鋅
碳酸鋅（英語：Zinc carbonate）是鋅元素的碳酸鹽，化學式ZnCO3。碳酸鋅是菱鋅礦（Smithsonite）中的主要成分，無臭、無味，性質不穩定，受熱分解出二氧化碳。
在工業領域，「碳酸鋅」一般指鹼式碳酸鋅（Zinc carbonate hydroxide），化學式2ZnCO3・3Zn(OH)2・H2O。

## 物理性質

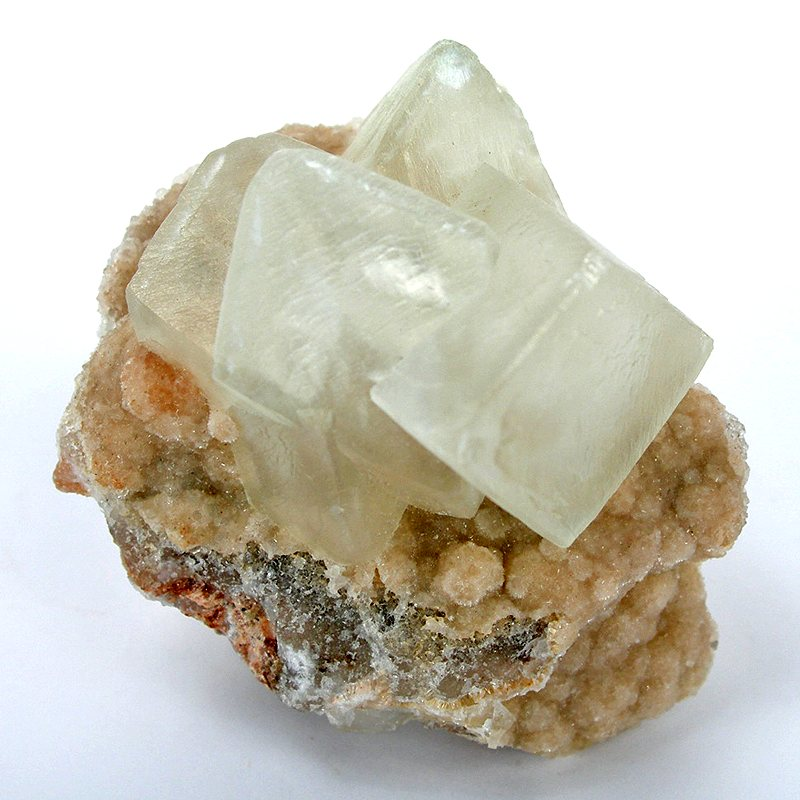
碳酸鋅通常通過採掘菱鋅礦獲得

碳酸鋅是白色粉末狀固體，無臭、無味，不溶於水和醇類，微溶於液氨，能溶於稀酸和氫氧化鈉水溶液。碳酸鋅廣泛存在於菱鋅礦中。

## 化學性質
將碳酸鋅加熱到300 °C（572 °F），分解為氧化鋅和二氧化碳。這個過程稱為煅燒：
{\displaystyle {\ce {{ZnCO3}\;\xrightarrow {\triangle } \;{ZnO}+{CO2\uparrow }}}}

## 製備方法
硫酸鋅和碳酸鈉反應生成碳酸鋅的沈澱和硫酸鈉：
{\displaystyle {\ce {{ZnSO4}+{Na2CO3}\;\xrightarrow {\;} {ZnCO3\downarrow }+{Na2SO4}}}}